# Флоријан Мајер
Флоријан Мајер (рођен 5. октобра 1983. године у Бајројту, Немачка) је бивши немачки тенисер. Најбољи пласман на АТП листи у појединачној конкуренцији достигао је у јуну 2011. када је заузимао 18. место.

## Каријера
Тенис је почео да игра са 5 година. Омиљена подлога му је била трава а ударац бекхенд. Највише је волео да наступа на Отвореном првенству Аустралије. Тениски идоли су му били Борис Бекер и Пит Сампрас, пре свега због њихове менталне снаге.
Своју прву АТП титулу освојио је 2011. после четири узастопна пораза у финалима. Тада је у финалу турнира у Букурешту савладао Пабла Андухара у два сета.
На Вимблдону 2004. Мајер је стигао до четвртфинала што је његов најбољи Гренд слем резултат. Добио је АТП награду за новајлију 2004. године (ATP World Tour's newcomer of the year award). Осам година касније, Мајер се пласирао у своје друго четвртфинале, поново на Вимблдону.
Највећу победу у каријери остварио је 2011. када је у трећем колу турнира у Шангају победио другог тенисера света Шпанца Рафаела Надала.
Највреднији трофеј у каријери осваја 2016. на турниру у Халеу где је дошао као 192. тенисер света. Ипак, успео је да направи неколико изненађујућих победа: против Андреаса Сепија у четвртфиналу, Доминика Тима (7. тенисера света) у полуфиналу и Александра Зверева у финалу (то је било тек друго немачко финале у 24-годишњој историји турнира). Мајер је тако постао најлошије рангирани тенисер који је освојио АТП турнир у последње три године. На наредној АТП листи напредовао је невероватних 112 места.
Професионалну тениску каријеру завршио је на Отвореном првенству САД 2018. где је изгубио у првом колу од Борне Ћорића.

## Стил игре
Мајер је био познат по свом необичном стилу игре. Препознатљив по дугом замаху из форхенда и бекхенда и коришћењу доста различитих слајсева са своје бекхенд стране. Он је такође био препознатљив по бекхенд дроп шоту из скока који је хватао многе његове противнике на кривој нози.

## Опрема
Мајер носи одећу и обућу марке Адидас и користи рекет Head "Prestige".

## Приватни живот
Мајеров отац Бернд ради као наставник, а мајка Сабине као менаџер продаје. Има млађег брата Михаела. Велики је навијач ФК Бајерн Минхен. Поред фудбала, хобији су му и скијање, стони тенис, компјутери и читање књига. Омиљено јело му је бифтек, а пиће сок од јабуке. Што се музике тиче, омиљени извођачи су му Давид Гета и Лејди Гага. За највећег узора ван тениса сматра Мухамеда Алија због својих атлетских способности и страсти са којом је живео за свој спорт.

## АТП финала

### Појединачно: 7 (2–5)
| Легенда                        |
| ------------------------------ |
| Гренд слем турнири (0–0)       |
| Завршно првенство сезоне (0–0) |
| АТП мастерс 1000 (0–0)         |
| АТП 500 (1–1)                  |
| АТП 250 (1–4)                  |

| Финала по подлози |
| ----------------- |
| Тврда (0–1)       |
| Шљака (1–4)       |
| Трава (1–0)       |

| Финала по локацији |
| ------------------ |
| Отворено (2–4)     |
| Дворана (0–1)      |

| Исход     | Бр. | Датум               | Турнир             | Подлога   | Противник         | Резултат           |
| --------- | --- | ------------------- | ------------------ | --------- | ----------------- | ------------------ |
| Финалиста | 1.  | 7. август 2005.     | Сопот, Пољска      | Шљака     | Гаел Монфис       | 6–7(6–8), 6–4, 5–7 |
| Финалиста | 2.  | 6. август 2006.     | Сопот, Пољска (2)  | Шљака     | Николај Давиденко | 6–7(6–8), 7–5, 4–6 |
| Финалиста | 3.  | 24. октобар 2010.   | Стокхолм, Шведска  | Тврда (д) | Роџер Федерер     | 4–6, 3–6           |
| Финалиста | 4.  | 1. мај 2011.        | Минхен, Немачка    | Шљака     | Николај Давиденко | 3–6, 6–3, 1–6      |
| Победник  | 1.  | 25. септембар 2011. | Букурешт, Румунија | Шљака     | Пабло Андухар     | 6–3, 6–1           |
| Победник  | 2.  | 19. јун 2016.       | Хале, Немачка      | Трава     | Александар Зверев | 6–2, 5–7, 6–3      |
| Финалиста | 5.  | 30. јул 2017.       | Хамбург, Немачка   | Шљака     | Леонардо Мајер    | 4–6, 6–4, 3–6      |

### Парови: 1 (0–1)
| Легенда                        |
| ------------------------------ |
| Гренд слем турнири (0–0)       |
| Завршно првенство сезоне (0–0) |
| АТП мастерс 1000 (0–0)         |
| АТП 500 (0–0)                  |
| АТП 250 (0–1)                  |

| Финала по подлози |
| ----------------- |
| Тврда (0–0)       |
| Шљака (0–1)       |
| Трава (0–0)       |

| Финала по локацији |
| ------------------ |
| Отворено (0–1)     |
| Дворана (0–0)      |

| Исход     | Бр. | Датум        | Турнир          | Подлога | Партнер          | Противници               | Резултат      |
| --------- | --- | ------------ | --------------- | ------- | ---------------- | ------------------------ | ------------- |
| Финалиста | 1.  | 1. мај 2005. | Минхен, Немачка | Шљака   | Александар Васке | Марио Анчић Јулијан Ноул | 3–6, 6–1, 3–6 |

## Остала финала

### Тимска такмичења: 2 (2–0)
| Исход    | Бр. | Датум         | Турнир                                       | Подлога | Партнери                                    | Противници                                                   | Резултат | Извор |
| -------- | --- | ------------- | -------------------------------------------- | ------- | ------------------------------------------- | ------------------------------------------------------------ | -------- | ----- |
| Победник | 1.  | 21. мај 2005. | Светско екипно првенство, Диселдорф, Немачка | Шљака   | Томи Хас Никола Кифер Александар Васке      | Гастон Гаудио Гиљермо Корија Гиљермо Кањас Хуан Игнасио Чела | 2–1      | [ 8 ] |
| Победник | 2.  | 21. мај 2011. | Светско екипно првенство, Диселдорф, Немачка | Шљака   | Филип Печнер Филип Колшрајбер Кристофер Кас | Хуан Монако Хуан Игнасио Чела Максимо Гонзалез               | 2–1      | [ 9 ] |